# بخش بایی
بخش بایی (به لاتین: Bayi Subdistrict) یک شهرک در جمهوری خلق چین است که در Bayi District واقع شده‌است. بخش بایی ۵۵ کیلومتر مربع مساحت و ۲۱٬۴۰۰ نفر جمعیت دارد و ۲٬۹۹۴ متر بالاتر از سطح دریا واقع شده‌است.